# Selecció de futbol d'Ucraïna
La Selecció de futbol d'Ucraïna és l'equip representatiu del país en les competicions oficials. La seva organització està a càrrec de la Federació de Futbol d'Ucraïna, pertanyent a la UEFA. El seleccionat d'Ucraïna va néixer el 1992 després de la independència d'aquesta al dissoldre's la Unió de Repúbliques Socialistes Soviètiques.
Previ a aquest any, Ucraïna era un dels membres participants de la selecció de l'URSS, la qual va estar moltes vegades composta per grans jugadors d'origen ucraïnès. No obstant això, després de la fundació de l'equip nacional d'Ucraïna, moltes de les grans figures de la selecció soviètica, com Andrei Kantxelskis, Víktor Onopko i Oleg Salenko, van continuar jugant amb l'equip de Rússia, successor oficial de l'antiga URSS.
Ucraïna és una de les seleccions més importants de l'antiga Unió Soviètica. Un dels millors jugadors del món, Andrí Xevtxenko, és part d'aquesta selecció, no obstant això, la seva presència no ha pogut evitar la constant eliminació del seu equip a les eliminatòries de repesca per als diversos tornejos internacionals. Croàcia, Eslovènia i Alemanya van eliminar Ucraïna consecutivament a les repesques per a la Copa del Món de Futbol 1998, l'Eurocopa 2000 i la Copa del Món de Futbol 2002.
No obstant això, en la classificació per a la Copa del Món 2006, Ucraïna va assolir la primera posició del seu grup en un brillant procés, convertint-se en el primer classificat europeu per a Alemanya 2006, sent aquesta la primera participació d'Ucraïna en un torneig internacional.
Ucraïna va jugar, al Grup H, amb Espanya, Aràbia Saudita i Tunísia. Malgrat la irregularitat en el joc, va assolir arribar fins als quarts de final, després de derrotar a Suïssa en la tanda de penals i perdre després davant Itàlia per 3:0

## Estadístiques
- Participacions en Copes del Món = 1
- Primera Copa del Món = 2006
- Millor resultat en la Copa del Món = Quarts de final (2006)
- Participacions en Eurocopes = 0
- Participacions olímpiques = 0
- Primer partit

| Ucraïna | 6–2 | Belarús |
| ------- | --- | ------- |
|         |     |         |

 Donetsk, (Ucraïna)        
- Major victòria

| Ucraïna | 6–0 | Azerbaidjan |
| ------- | --- | ----------- |
|         |     |             |

 Kíev, (Ucraïna)        
- Major derrota

| Croàcia | 4–0 | Ucraïna |
| ------- | --- | ------- |
|         |     |         |

 Zagreb, Croàcia)        
| Ucraïna | 0–4 | Espanya |
| ------- | --- | ------- |
|         |     |         |

 Leipzig, (Alemanya)        

## Participacions en la Copa del Món
- Des de 1930 a 1994 - Formava part de la  URSS
- 1998 - No es classificà
- 2002 - No es classificà
- 2006 - Quarts de final - 8é lloc
- 2010 a 2018 - No es classificà

## Participacions en l'Eurocopa
- Des de 1960 a 1992 - Formava part de la  URSS
- Des de 1996 a 2008 - No es classificà
- 2012 - Primera fase
- 2016 - Primera fase
- 2020 - Quarts de final
- 2024 - Primera fase

## Jugadors històrics
- Oleh Luzhny
- Yuriy Kalitvintsev
- Alexei Mikhaïlitxenko
- Oleh Protasov
- Serhí Rebrov
- Andrí Xevtxenko
- Oleksandr Xovkovski
- Anatoli Timosxuk
- Andrí Voronin

## Entrenadors
- Víktor Prokopenko 1992
- Mykola Pavlov (interí) 1992
- Oleh Bazilevich 1993-1994
- Mykola Pavlov (interí) 1994
- Yozhef Sabo 1994
- Anatoly Konjkov 1995
- Yozhef Sabo 1996-1999
- Valery Lobanovsky 2000-2001
- Leonid Buriak 2002-2003
- Oleh Blokhín 2003-2007
- Oleksi Mikhaïlitxenko 2008-